# CSD Municipal
Club Social y Deportivo Municipal, zkráceně CSD Municipal, je guatemalský fotbalový klub ze Ciudad de Guatemala.

## Historie
Klub založili roku 1936 zaměstnanci radnice, proto dostal název Municipal. Roku 1938 postoupil do 1. ligy a od té doby je v ní stále. Roku 1943 vyhráli poprvé ligu a od té doby ji vyhráli ještě mnohokrát.
V roce 1974 klub vyhrál Pohár mistrů CONCACAF, ale v tomto ročníku v něm nebyl žádný tým z Mexika.

## Úspěchy
- Guatemalská liga (31): 1942–43, 1947, 1950–51, 1954–55, 1963–64, 1965–66, 1969–70, 1973, 1974, 1976, 1987, 1988–89, 1989–90, 1991–92, 1993–94, 2000 Clausura, 2000 Apertura, 2001 Apertura, 2002 Clausura, 2003 Apertura, 2004 Apertura, 2005 Clausura, 2005 Apertura, 2006 Clausura, 2006 Apertura, 2008 Clausura, 2009 Apertura, 2010 Clausura, 2011 Apertura, 2017 Clausura, 2019 Apertura
- Guatemalský pohár (8): 1960, 1967, 1969, 1994–95, 1995–96, 1998–99, 2003, 2003–04
- Pohár mistrů CONCACAF (1): 1974
- UNCAF Interclub Cup (4): 1974, 1977, 2001, 2004